# 博尚-夏普慘案

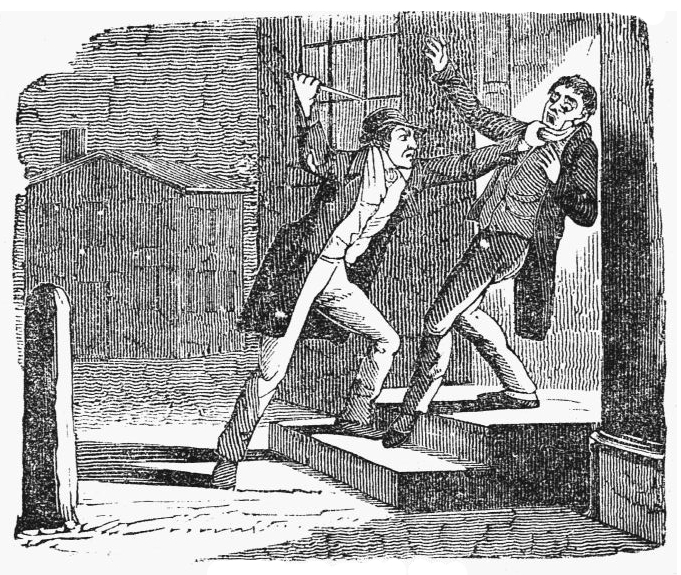
杰里波安·O·博尚持刀谋杀所罗门·P·夏普

博尚-夏普惨案又称肯塔基悲剧，是1825年11月7日美国肯塔基州青年律师杰里波安·O·博尚谋杀新任州众议员所罗门·P·夏普的案件。博尚本是夏普的崇拜者，青年女子安娜·库克（Anna Cooke）于1820年声称死产的私生子是夏普所生，但被夏普否认。库克后来接受博尚的追求，并在同意结婚时要求他杀死夏普维护名节。两人于1824年6月成婚，不到一年半后，博尚前往州府法兰克福，在夏普家中将其杀害。
调查很快指向博尚，案发四天后他就在格拉斯哥的家中被捕。法庭判决被告谋杀罪名成立并处绞刑，但法官同意他的请求暂缓执行，让他为自己的所做所为写下辩辞。安娜·库克·博尚也作为案件同谋受审，但因证据不足获得开释。她主动要求留在丈夫的牢房里相陪，两人还在死刑前不久一起喝下鸦片酊自杀，但都被救活。死刑执行当天清晨，两人用安娜偷带入牢房的刀再次自杀，安娜因伤势过重而死，只是受了刀伤的杰里波安··博尚很快经绞刑处死，成为肯塔基州历史第一个被依法执行死刑的人。根据两人的遗愿，博尚夫妇的尸体放在同一具棺木中下葬，并且摆放成相互拥抱的姿势。
博尚谋杀夏普的主要犯罪动机是维护妻子的名节，但仍有阴谋论流行，指称罪行是由夏普的政治对手唆使。夏普是肯塔基州新老法院争议中新法院支持者的领袖人物，有至少一名老法院支持者声称，夏普不但否认自己是库克的父亲，而且还说这个孩子是黑白混血，真正的父亲是个黑奴。夏普是否的确有过这种说法一直未经证实，新法院支持者坚称，这一传言对博尚的情绪火上浇油，促使他决定谋杀夏普。博尚─夏普惨案启发了多部文艺术作品创作，例如爱伦·坡（Edgar Allan Poe）未完成的舞台剧本《堕落》（Politian）和罗伯特·潘·沃伦（Robert Penn Warren）的小说《世界够大，时间够多》（World Enough and Time）。

## 背景
杰里波安·博尚于1802年生于肯塔基州巴伦县，在本杰明·瑟斯顿博士（Dr. Benjamin Thurston）开办的学校接受教育，18岁时决定攻读法律。博尚观察了格拉斯哥和鲍灵格林的多位执业律师，对所罗门·P·夏普的工作能力感到特别钦佩。夏普先后两次入选州议会，还曾担任两届联邦众议员。1820年，一位名叫安娜·库克（Anna Cooke）的女子声称夏普是自己死产私生子的生父，博尚听闻后对夏普深感失望。夏普否认这一指控，公众舆论也对他有利。名誉扫地的库克只好隐居在母亲位于鲍灵格林城外的种植园里。:126-127

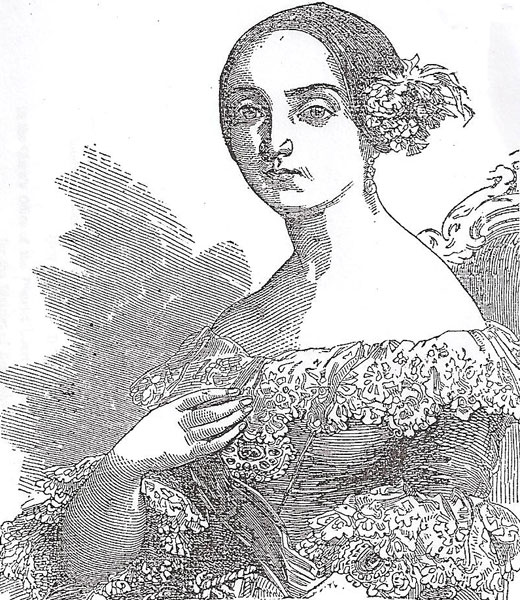
安娜·库克声称所罗门·夏普是自己死产私生子的生父

博尚的父亲住在距库克家约1.6公里的地方，年轻的博尚希望能见到她。他以借书为名多次拜访，逐渐赢得库克的信赖。到1821年夏，两人已成为朋友并开始恋爱。博尚这时18岁，库克则至少已有34岁。她在交往期间告诉博尚，他必须在两人成婚前杀死所罗门·夏普。博尚同意了这一要求，并表示自己也有意杀掉夏普。:127-128
决斗是当时以名誉为动机杀人的首选方式。库克一再强调夏普不会接受决斗的挑战，但博尚仍然前往州首府法兰克福，希望能与夏普面谈。夏普这时刚获州长约翰·亚岱尔提名出任州总检察长，博尚声称自己狠狠地羞辱了总检察长，夏普只能苦苦哀求他放自己一条生路，博尚还宣称会每天都用马鞭抽打夏普，直到他答应决斗为止。博尚在法兰克福停留了两天，等待夏普和自己决斗。他发现夏普已经离开该市，还听人说是前去鲍灵格林。博尚马上赶到鲍灵格林，但夏普并不在这里，这让他始料未及。这样，夏普避开了博尚的第一次谋杀企图。:128-129
库克决心亲手杀死夏普。接下来夏普到鲍灵格林办事时，库克给他寄去一封信，信中谴责博尚的所作所为，声称自己已经与博尚彻底断绝往来，邀请夏普在离开前到自己家的种植园一聚。夏普怀疑这是个圈套，并询问信使信是谁寄出的，称自己会依时前去拜访。博尚和库克都在等夏普自投罗网，但后者并没有前来。博尚赶到鲍灵格林查探，得知夏普在两天前赶去法兰克福，并且还有很多事件没有处理完。博尚觉得夏普之后总要回来处理好这些事情，所以决定守株待兔，并在鲍灵格林开办了律师事务所。1822至1823年，博尚一边从事法律工作，一边等夏普送上门，但后者一直都没有回来。:129
1824年6月中旬，虽然博尚还没有完成杀害夏普的任务，但库克还是嫁给了这位年轻人。博尚立即想出另一套谋杀夏普的方案，他开始以化名向夏普寄信，并且每封信都在不同的邮局寄出，请求夏普伸出援手，解决一些土地所有权方面的问题，还询问对方打算何时重返绿河县。博尚于1825年6月寄出的最后一封信终于等来夏普的回复，但信中没有说明计划到达的具体日期。:129-130

## 谋杀

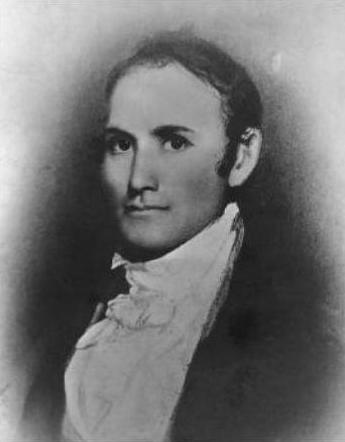
所罗门·P·夏普（图）被谋杀时年仅38岁

所罗门·夏普担任肯塔基州总检察长期间卷入了新老法院争议。该州经济遭1819年大恐慌摧毁后尚未完全恢复，州内政治家分裂成两组阵营，一组有赈灾党或赈灾派之称，主张通过更多对债务人有利的法案，另一组则是反赈灾党或反赈灾派，他们要求保障债权人的利益，希望债权人和债务人的合同能在没有政府干预的情况下得到履行。州议会中的赈灾派议员通过多项对债务人有利的法案，但肯塔基州上诉法院裁决其中多条违宪。赈灾派议员于是试图将该院法官解职，但又无法在两院都取得所需的三分之二多数支持。因此，赈灾派决心废除州上诉法院，建立新的最高法院，这样州长约瑟夫·德沙就可以提名倾向赈灾派的法官上任。两所法院互不承认，而且都自称是肯塔基州的最高法院，这一争端人称新老法院争议。:126-130出身贫寒的夏普和亚岱尔一样，都是赈灾派的支持者:121-125。到1825年时，新法院派系的实力已经减弱，为了重振党派声威，夏普辞去总检察长一职，竞选富兰克林县的州众议员席位，他的主要对手是老法院派幹将约翰·J·克里滕登:130-131, 134。
竞选期间，老法院派系旧事重提，指称夏普当年对安娜·库克始乱终弃。老法院支持者约翰·华林（John Waring）印发的传单不但指控夏普是库克孩子的生父，而且还称夏普否认指控的同时还污蔑孩子是黑白混血，称孩子真正的父亲是库克家族中的一个黑奴。夏普是否的确有过这类说法一直没有得到证实，但他最后还是赢得了选举。
传单中的指控很快传到杰里波安·博尚的耳朵里，重新激发出他杀死夏普的决心。他决定放弃光明正大的决斗，改走谋杀一途，并把嫌疑转移给夏普的政敌。为了让事件看上去更像是由政治动机引发，他决定在州议会开幕的前一天晚上谋杀夏普。:136
博尚以生意之名赶往法兰克福，于11月6日抵达。由于未能在当地找到旅馆，他在乔尔·斯科特（Joel Scott）家中租了房间，斯科特正好是州立监狱的看守:43。午夜前的某个时间里，斯科特听到博尚房里传来一阵动静，他之后过去查看，发现门的插销打开了，博尚不在房里:44。博尚乔装改扮，把一套衣服埋在肯塔基河旁，再朝夏普的家前进:136。夏普起初不在家，但博尚很快就在当地一家旅馆找到了他:137。博尚没有马上动手，而是回到夏普家附近并躲藏起来，等待夏普回来。夏普约在午夜左右回到家，博尚看到他进门:137。
1825年11月7日凌晨两点左右，博尚走到夏普家门前，之后他这样描绘自己谋杀的过程：
我戴上面具，拔出匕首走到门前，用力并且快速地敲了三声门，夏普上校问道：“谁啊？”我回答：“是科文顿”，然后很快就听到夏普的脚步声。我从门下的缝隙里看到，他没有带灯走到了门前。我用面具盖住脸，夏普上校很快就打开了门。我走进房里，左手抓住他的右腕。这一抓的力度很大，他本能地向后缩，并试图要抽回自己的手，他又问：“你是哪个科文顿？”我回答：约翰··科文顿（John A. Covington）。“我不认识你，”夏普上校说，“我只认识约翰··科文顿（John W. Covington）”。夏普的夫人走到隔门前，然后又走开了，我看着她走开，一边用令人信服的口气说：“上校，咱们到灯前说话，这样你就能认出我了。”我右手拉着他的手臂，左手还是抓住他的手腕，然后脱下帽子，拿开挡住额头的手帕，再看向夏普的脸。我想，他看到我又长又卷的头发时应该更容易认出我来。他突然向后跳了一下，用恐惧和绝望的口气惊呼：“老天爷啊！是他！”同時雙膝跪地。我放开手腕，抓住他的喉咙，把他抵在门上，當他面小聲說：“去死吧，你这个小人。”同时手中的匕首插进他的心脏。——杰里波安·博尚，《杰里波安·O·博尚的供述》
博尚切断了夏普的主动脉，几乎是一刀毙命。夏普的夫人伊丽莎在楼上看到了整个案发经过，但博尚得手后马上就逃离了现场，伊丽莎没能辨认出凶手的身份:44。博尚返回埋藏衣物的地点，将身上的伪装除去，并将之绑上石头沉入肯塔基河:138，之后穿着自己平常的衣服回到斯科特家里，并待到早上:138。

## 逮捕
得知夏普遭谋杀后，肯塔基州议会授权州长悬赏3000美元（即3000銀元）缉拿凶手:46。法兰克福市董会又增加了1000美元赏金，夏普的朋友们还筹集了2000美元:44。作案嫌疑主要集中在三个人身上：博尚、华林和帕特里克·达比（Patrick H. Darby）。1824年肯塔基州议会选举期间，达比曾放话称，夏普如果当选将“绝对不可能上任就职，他死定了”:46。华林也有过类似威胁，还吹嘘自己已经捅死了6个人:45。
经警察宣誓，法官签发了华林的逮捕令，但警官之后发现华林在夏普被杀前一天受了枪伤，臀部两边都中了弹，所以没有作案能力。达比得知自己已是犯罪嫌疑人后亲自展开调查。他前往辛普森县并遇到了约翰·罗威（John F. Lowe）上尉，罗威告诉达比，博尚曾向自己透露这起暗杀的详细计划。他还给了达比一封信，其中的内容对博尚非常不利。:47-48
行凶次日，博尚在布卢姆菲尔德的一位亲戚家中过夜:44。次日，他前往巴兹敦并在当地过夜:44。11月9日晚，他到达鲍灵格林并在小舅子家中借宿，最终于11月10日回到格拉斯哥的家里:44。他和安娜之前已经计划好要逃往密苏里州，但这天尚未入夜，就有地方保安队从法兰克福赶来将他逮捕:45。
博尚被带回法兰克福并在审查法院受审，但州检察官查尔斯·比伯（Charles S. Bibb）表示，自己还没有掌握足够的证据来拘留嫌犯:144。博尚暂时获释，并且同意在法兰克福停留10天，以便法庭调查完成:46。这一期间，博尚给约翰··克里滕登和乔治·M·比布，请求他们伸出援手为自己辩护:144，但都没有收到答复:144。与此同时，博尚的一位正担任州参议员的叔叔组建了辩护律师团，前联邦参议员约翰·波普（John Pope）也是其中一员:144。
博尚被捕时身上带了刀，但这把刀与夏普尸体上的伤口不符。办案人员在夏普的家附近找到一处脚印，但也与博尚不符。逮捕博尚的保安队曾在凶案现场采集了一块带血的手帕，但这块手帕又在将嫌犯带回法兰克福的路上遗失了。控方最有力的证据来自夏普的太太伊丽莎，她听到了凶手的嗓音，称其音调特别高。听到博尚的声音后，她肯定这个人就是凶手。:15-16
帕特里克·达比作证称，博尚曾于1824年向自己寻求法律建议起诉夏普，只是不知道具体打算采用什么罪名。博尚在两人随后的交谈中提及夏普抛弃安娜·库克和孩子和恶行，发誓自己总有一天要杀了他，哪怕是非得赶来法兰克福，当街开枪打死他也不例外。面对伊丽莎和达比的证词，法兰克福裁判官决定收押博尚，等待1826年3月巡回法院开庭。:16

## 庭审
博尚受到起诉，庭审于1826年3月8日开始:144。面对法官的询问，博尚声称自己无罪，但他庭审期间始终没有走上证人席:144。罗威上尉受到传唤出庭，重复他之前向达比所说的证词。他还在证词中进一步透露，博尚在谋杀案发生后挥舞着红旗回家，一边还高呼自己“取得了胜利”。罗威向法庭出示了一封博尚的来信，信中博尚仍然坚称自己是无辜的，但会有敌人密谋陷害，所以请求罗威为自己出庭作证。信中还告诉罗威如果需要出庭作证的话需要注意的几处要点，其中有些与事实相符，但也有多处属于伪证。:21-25

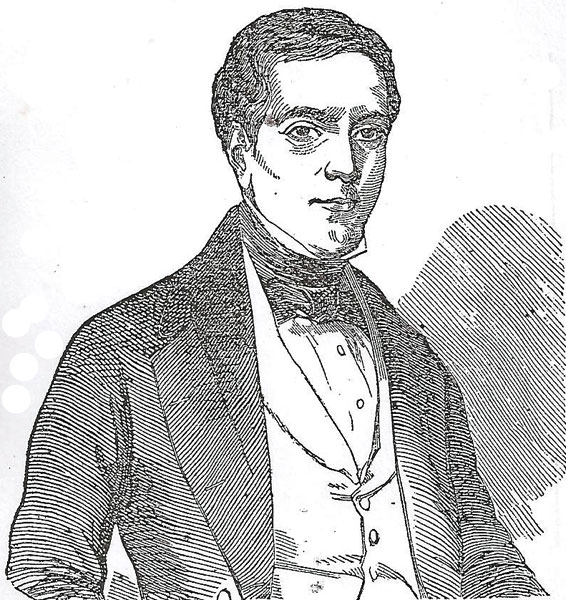
法庭判决杰里波安·O·博尚谋杀所罗门·P·夏普罪名成立

伊丽莎·夏普出庭作证，肯定博尚的嗓音和凶手相符。案发当晚被告所租房间的屋主乔尔·斯科特在证词中表示，他听到博尚当晚外出，并在晚些时候返回。据斯科特所说，博尚次日清晨听闻凶案后对之非常关注，一直刨根究底地追问。达比的证词最为详细，他在作证时回忆了1824年与博尚的面谈。根据达比的证词，博尚声称夏普曾提出要送给他和安娜1000美元、一个女奴，外加0.81平方公里土地，只求两人放他一马，只是之后又觉得代价太高而反悔。:21-24
有多位证人证实，凶手自称约翰··科文顿，夏普和博尚都熟识约翰··科文顿，并且博尚经常把后者的名字错念成约翰··科文顿。还有证人出庭作证，表示他们听到博尚对夏普所做的威胁。:22-24
博尚的辩护律师指出，夏普被杀可能是出于政治动机，帕特里克·达比是老法院的支持者，所以他的证词可信度存疑。辩方还传召证人出庭作证，称他们并不知道博尚和夏普之间存在任何敌意，律师还对达比和博尚1824年的那场会面是否的确发生过提出质疑。:22-23
辩方律师约翰·波普在结案陈辞中贬低达比的证人品格，达比为此用手杖打了另一名辩护律师:48。庭审持续了13天，其间控方未能提供包括凶器在内的任何物证，但到了5月19日，陪审团还是只经过一小时的商议就判决被告谋杀罪名成立:144:47，法庭判处博尚绞刑，行刑日期定在1826年6月16日:49。
庭审期间，安娜·博尚曾请求约翰·华林伸出援手，还尝试勾引约翰·罗威为自己的丈夫作伪证，但都没有成功。5月20日，两位太平紳士以谋杀从犯罪名将安娜过堂，最终因缺乏证据将她无罪开释。:144-145但安娜主动请求留在丈夫的牢房里相陪。
波普请求法官推翻陪审团的裁决，但法官没有同意，不过他接受了博尚暂缓行刑的请求，将死刑日期推迟到7月7日，以便他为自己的行为写下书面辩护:145。博尚在《杰里波安··博尚的供述：該人因谋杀所罗门··博尚上校而于1826年7月7日在肯塔基州法兰克福被处以绞刑》一书中坚称，自己杀死夏普是为了维护爱妻的名誉，他本期望书能在自己死刑执行前出版，但由于书中有关检方证人为了让他定罪而作伪证并接受賄賂的说法涉嫌诽谤，因此其出版受到延迟。

## 处决
博尚夫妇企图向一名警卫行贿，请求对方让两人逃走，他们不但没能如愿，还受到指控。他们又给博尚的参议员叔叔写信，请他帮两人脱身。两人向州长德沙请求延缓刑期，德沙于7月5日拒绝了他们的最后一次请求。:145这天晚上，博尚夫妇一起服下大量鸦片酊自杀，但两人都活了下来。

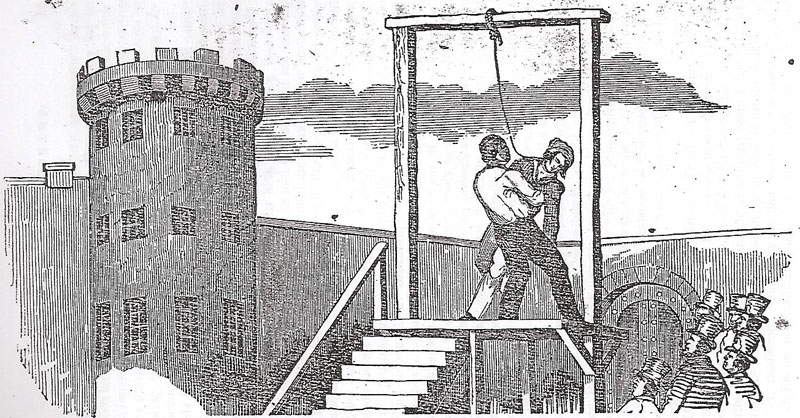
1826年7月7，博尚因谋杀夏普被处绞刑。

7月7日清晨，安娜请警卫暂时回避，以便自己更衣，然后又一次服下大量鸦片酊，但很快呕吐了出来:8。她之前偷带了一把刀进入牢房，夫妻俩于是用刀再次自杀。警卫发现两人后将安娜带到家里并请来大夫诊治。
博尚因刀伤变得奄奄一息，狱卒将他放到车上送到刑场，犯人最终以绞刑处死，并未因刀伤流血身亡。临刑前，他坚持要看到夫人，但大夫们告诉他，安娜伤得不重，之后就会康复。博尚声称自己连见太太最后一面都不可得，这太过残忍，警卫们于是同意请求，带他去看安娜。安娜这时已非常虚弱，甚至没法向丈夫道别，博尚对医生们的欺骗感到愤怒。他留在妻子身边，直到再也感觉不到她的脉博。博尚最后一次亲吻安娜毫无生机的嘴唇，口中宣告：“我为你而生，也为你而死。”
前往绞架的路上，博尚请求与前来见证死刑的帕特里克·达比交谈。他向达比微笑并伸出手，但后者没有与他握手。博尚向众人宣称，达比与这起谋杀案没有任何关联，但在有关1824年两人面谈的证词中撒了谎。达比否认自己作了伪证，要求博尚收回指控，但犯人没有理睬，而是示意囚车继续向绞架前进。:54
博尚终于到达绞架前，他告诉准备为他祷告的神职人员，自己已经在7月6日得到救赎:146。犯人这时已非常虚弱，必须要两名男子扶住才顺利将绳索套到他脖子上。在博尚的请求下，第22团乐队演奏的是《拿破崙撤离莫斯科》（Bonaparte's Retreat from Moscow）。这是肯塔基州历史上首次依法执行绞刑，有5000人前来见证:47。应博尚父亲的请求，政府将他儿子和儿媳的遗体交给他下葬:47。两具尸体以相互拥抱的姿势放进一具棺木，这正是博尚夫妇的遗愿:47。两人下葬在布卢姆菲尔德的枫树林公墓，墓碑上所刻诗句是由安娜所作。

## 余波
博尚的遗作于1826年出版，同年出版的还有《安·库克的信》（The Letters of Ann Cook），但历史学家对这些信件是否确实是库克所写存在争议。·达纳（J.G. Dana）和·托马斯（R.S. Thomas）将博尚受审的法庭纪录经过编录后出版。次年，夏普的哥哥利安德·夏普博士写出《为已故上校所罗门··夏普的人格平反》（Vindication of the Character of the Late Col. Solomon P. Sharp）一书，驳斥博尚书中所做指控。夏普博士在书中宣称这是一起政治暗杀：他指称博尚是反赈灾派的忠实信徒，并点名同样身为反赈灾派党徒的帕特里克·达比是案件同谋。达比以起诉相威胁，要求利安德不得出版此书，华林甚至威胁要杀了他。对此博士选择息事宁人，没有出版自己的作品，保留的所有手稿都放在他的房子里，直到多年后对房子做改装时才重新发现。
在许多人看来，博尚─夏普惨案都是以名誉为动机，但也有部分新法院派系人士指称博尚是受到老法院党羽的煸动，特别是帕特里克·达比。夏普本有望成为1826年肯塔基州议会的少数党众议院议长人选，这就给了老法院的支持者以动机，煽动博尚除去政敌。夏普的遗孀伊丽莎似乎也相信这一推论，她在1826年的一封信中指责达比是“那场肮脏谋杀的主谋，夺走了我在这世上最亲爱的人。”
一些老法院派系人士声称，州长德沙曾有意赦免博尚，但要求他在《供述》一书中指控达比和老法院书记员阿喀琉斯·斯尼德（Achilles Sneed）作为交换。有证人声称，博尚曾在临刑前不久表示，自己已经“做了够久的新法院（支持者），（现在）会以（支持）老法院的男人身份死去。”博尚坚定支持老法院，所以不大可能会考虑与老法院派系势力勾结以求活命。博尚的遗作发行有多个版本，其中一个在内文明确提及了这笔交易。最终，博尚觉得新法院党徒不值得信任，很可能会过河拆桥，这样他不但要坐牢，连为荣誉杀人的侠义道也会失去，所以没有接受交易。
达比否认自己与案件存在关联，声称这是包括弗朗西斯·普雷斯顿·布莱尔和阿莫斯·肯德尔在内的一些新法院党羽在诋毁自己。他还指控伊丽莎·夏普的信件实际上是新法院支持者所写，始作俑者还包括发表信件的《新法院阿格斯报》（New Court Argus）主编肯德尔（Kendall）。两方的攻击和抹黑是如此极端，以至于《新法院阿格斯报》发文指称，有可能是新法院的支持者鼓动了谋杀，用来作为资本攻击、羞辱老法院派系。
达比最终以诽谤罪起诉肯德尔和伊丽莎·夏普，同时受到起诉的还有州参议员博尚和夏普的哥哥利安德:49，但由于案件审理多次延期，还数次变更审理地点，达比直至1829年12月逝世时也没有看到案件开庭审理。

## 流行文化中的反映
博尚─夏普惨案对多部小说、戏剧及历史作品的创作产生了深远影响，如查尔斯·芬诺·霍夫曼（Charles Fenno Hoffman）的小说、威廉·吉尔摩·西姆斯（William Gilmore Simms）的小说《博尚》（Beauchamp）、爱伦·坡未完成的舞台剧本《堕落》（Polltian）、·达纳和·托马斯的历史文献《博尚的审判》（Beauchamp's Trial）、·约翰逊（L.F. Johnson）的《悲剧与审判》（Tragedies and Trials），·温斯顿·科尔曼（J. Winston Coleman）于1950年出版这一系列事件的历史文章，同年，罗伯特·潘·沃伦的浪漫价值观批判小说《世界够大，时间够多》（World Enough and Time）也涉及这一事件。理查德·泰勒（Richard Taylor）的舞台剧本《肯塔基州三大悲剧》（Three Kentucky Tragedies）就是以此事为题材。1992年，约翰·霍金斯（John Hawkins）在肯塔基州法兰克福制作的室外剧《伤是伤之心》（Wounded is the Wounding Heart）也是以这起案件为题材。

## 延伸阅读
- Beauchamp, Jereboam O. . 1826  [2014-12-16]. （原始内容存档于2017-06-17）.
- Bruce, Dickson D. . Mississippi Quarterly. Spring 2002, 55 (2): 185–208.
- Coleman, John Winston. . Frankfort, Kentucky: Roberts Print. Co. 1950.
- Cooke, J.W. . Filson Club Historical Quarterly. 1991-04, 65.
- Kimball, William J. . Filson Club Historical Quarterly. 1974-01, 48.
- Beauchamp, Jereboam O. . Frankfort, Kentucky: O'Neill & D'Unger. 1850.
- Sharp, Leander J. . Frankfort, Kentucky: Amos Kendall and Co. 1827.
- Thies, Clifford F. . Ludwig von Mises Institute. 2007-02-07  [2014-12-16]. （原始内容存档于2020-08-09）.

受博尚─夏普慘案影响产生的文学作品
- Barnes, Charlotte. . E.H. Butler. 1848.
- Chivers, Thomas Holley. . 1834.
- Hoffman, Charles Fenno. . 1840  [2014-12-16]. （原始内容存档于2016-03-07）.
- Poe, Edgar Allan. . . Houghton Mifflin Company. 1911: 40–59  [2014-12-16]. （原始内容存档于2016-03-07）.
- Savage, John. . J.B. Kirker. 1865.
- Simms, William Gilmore. . Bruce and Wyld. 1843.
- Simms, William Gilmore. . Bedford, Clark. 1885  [2014-12-16]. （原始内容存档于2016-03-07）.
- Simms, William Gilmore. . Belford, Clark. 1885  [2014-12-16]. （原始内容存档于2016-03-07）.
- Warren, Robert Penn. . Vintage Books. 1950. ISBN 0-394-72818-1.